# Simulium talassicum
Simulium talassicum är en tvåvingeart som först beskrevs av Yankovsky 1984.  Simulium talassicum ingår i släktet Simulium och familjen knott. Inga underarter finns listade i Catalogue of Life.